# 經濟部產業園區管理局臺中分局
經濟部產業園區管理局臺中分局為經濟部產業園區管理局於臺灣中部的分局。轄下共管理3個科技產業園區與16個產業園區，分局設於臺中市梧棲區。

## 組織架構
- 分局長
  - 副分局長
    - 秘書

行政業務單位
- 環安勞動科
- 營運管理科
- 投資服務科
- 用地工程科
- 產業園區服務科
- 秘書室
- 會計室
- 人事室
- 政風室

## 所轄園區
- 科技產業園區：臺中港科技產業園區、潭子科技產業園區、臺中軟體園區
- 產業園區：頭份、竹南、銅鑼、大甲幼獅、臺中港關連、臺中、大里、全興、彰濱、福興、埤頭、田中、芳苑、社頭織襪、南崗、竹山

## 外部連結
- 經濟部產業園區管理局臺中分局